# Toronto Film Critics Association
Il Toronto Film Critics Association (TFCA) è un'organizzazione di critici cinematografici canadese, con sede a Toronto. Dal 1999, è membro del FIPRESCI. Conta 37 membri.

## Storia
Il Toronto Film Critics Association è l'organizzazione ufficiale di tutti i critici cinematografici di Toronto - siano essi giornalisti o radio-conduttori. I membri rappresentano tutte le principali agenzie di stampa della città ed hanno preso parte alla giuria di svariati festival in tutto il mondo, da Cannes a Berlino, passando per Venezia. La TFCA ha iniziato a presentare premi nel 1998, e la cerimonia serale intorno a loro (una cena con tutti i candidati dei film in concorso) è diventata un evento annuale importante nel calendario cinematografico canadese, accompagnato da importanti premi in denaro, tra cui una borsa da 100000 $ per il regista vincitore del miglior film canadese.
I membri fondatori del TFCA - quelli che hanno partecipato al primo incontro nell'agosto 1997 nella sala riunioni del National Film Board of Canada - sono stati Cameron Bailey (Now Magazine), Norm Wilner (Freelance Magazine), Liam Lacey (The Globe and Mail), Peter Howell (Toronto Star), Brian D Johnson ( Maclean's ), Angie Baldarrasse ( Freelance Magazine ), Marc Glassman ( Take One ), Gemma Files ( Eye Weekly ), e Wyndham Wise ( Take One ). Prima del lancio ufficiale dell'organizzazione, due sondaggi informali dei critici cinematografici di Toronto sono stati pubblicati su "Take One", nei numeri 10 (1996) e 14 (1997), organizzati da Wise.

## Membri
I membri attuali del TFCA sono:
- Jason Anderson – Freelance
- Nathalie Atkinson – The Globe and Mail
- Linda Barnard – Freelance
- Liz Braun – Toronto Sun
- Anne Brodie – Metro Newspapers, Monsters and Critics
- Bill Chambers – Film Freak Central
- Susan G. Cole – Now Magazine
- Bruce De Mara – Toronto Star
- Thom Ernst – Freelance
- Eli Glasner – CBC
- Jason Gorber – DorkShelf, POV Magazine, HighDef Digest,  ScreenAnarchy
- Karen Gordon – Freelance
- Tina Hassannia – Freelance
- Jake Howell – Freelance
- Peter Howell – Toronto Star
- Bruce Kirkland – Toronto Sun
- Chris Knight – National Post
- Calum Marsh – National Post
- Pat Mullen - POV Magazine
- Angelo Muredda – Freelance
- Adam Nayman – Cinema Scope
- Andrew Parker – Freelance
- Jennie Punter – Variety
- Kiva Reardon – Cléo Journal
- Johanna Schneller – The Globe and Mail
- Gilbert Seah – Cinema Eye Honors
- Alice Shih – Fairchild Radio
- Radheyan Simonpillai – Now Magazine
- Jim Slotek – Toronto Sun
- Glenn Sumi – Now Magazine
- Kate Taylor – The Globe and Mail
- José Teodoro – Cinema Scope
- Norm Wilner – Now Magazine

## Categorie dei premi
- Miglior film
- Miglior attore
- Migliore attrice
- Miglior regista
- Migliore sceneggiatura
- Miglior film d'animazione
- Miglior attore non protagonista
- Miglior film documentario
- Miglior attrice non protagonista
- Miglior film in lingua straniera
- Miglior film canadese di Rogers